# Vinod Kumar
Vinod Kumar (* 25. Mai 1968) ist ein indischer Badmintonspieler.

## Karriere
Vinod Kumar gewann 1988 seinen ersten Titel bei den indischen Einzelmeisterschaften. Neun weitere Titel, alle im Herrendoppel und Mixed errungen, folgten bis 1997. 1997 belegte er bei den Indian Open Platz 5 im Doppel und Platz 3 im Mixed.

## Sportliche Erfolge
| Saison | Veranstaltung                          | Disziplin    | Platz | Name                           |
| ------ | -------------------------------------- | ------------ | ----- | ------------------------------ |
| 1988   | Indien: Einzelmeisterschaften          | Herrendoppel | 1     | Prakash Padukone / Vinod Kumar |
| 1990   | Indien: Einzelmeisterschaften          | Herrendoppel | 1     | Uday Pawar / Vinod Kumar       |
| 1991   | Indien: Einzelmeisterschaften          | Herrendoppel | 1     | Uday Pawar / Vinod Kumar       |
| 1993   | Indien: Einzelmeisterschaften          | Herrendoppel | 1     | Vinod Kumar / Bhushan Akut     |
| 1994   | Indien: Einzelmeisterschaften          | Mixed        | 1     | Vinod Kumar / Madhumita Bisht  |
| 1994   | Indien: Einzelmeisterschaften          | Herrendoppel | 1     | Vinod Kumar / Bhushan Akut     |
| 1995   | Indien: Einzelmeisterschaften          | Mixed        | 1     | Vinod Kumar / Madhumita Bisht  |
| 1996   | Indien: Einzelmeisterschaften          | Mixed        | 1     | Vinod Kumar / Madhumita Bisht  |
| 1997   | Indien: Einzelmeisterschaften          | Mixed        | 1     | Vinod Kumar / Madhumita Bisht  |
| 1997   | Indien: Einzelmeisterschaften          | Herrendoppel | 1     | Rajeev Bagga / Vinod Kumar     |
| 1997   | Indien: Internationale Meisterschaften | Herrendoppel | 5     | Vinod Kumar / Bhushan Akut     |
| 1997   | Indien: Internationale Meisterschaften | Mixed        | 3     | Vinod Kumar / Madhumita Bisht  |